# Рупнюв
Рупнюв (пол. Rupniów) — село в Польщі, у гміні Ліманова Лімановського повіту Малопольського воєводства.
Населення — 1516 осіб (2011).
У 1975—1998 роках село належало до Новосондецького воєводства.

## Географія
Селом протікає річка Беднарка.

## Демографія
Демографічна структура станом на 31 березня 2011 року:
|          | Загалом | Допрацездатний вік | Працездатний вік | Постпрацездатний вік |
| -------- | ------- | ------------------ | ---------------- | -------------------- |
| Чоловіки | 756     | 189                | 515              | 52                   |
| Жінки    | 760     | 205                | 431              | 124                  |
| Разом    | 1516    | 394                | 946              | 176                  |